# Klokkerholm
Klokkerholm – wieś w Danii, w regionie Jutlandia Północna, w gminie Brønderslev. Według Urzędu Statystycznego Danii, 1 stycznia 2018 roku miejscowość liczyła 924 mieszkańców.